# Cataclysme (geslacht)
Cataclysme is een geslacht van vlinders van de familie spanners (Geometridae), uit de onderfamilie Larentiinae.

## Soorten
- C. conturbata Walker, 1863
- C. dissimilata (Rambur, 1833)
- C. obliquilineata Hampson, 1895
- C. obscurata Hulst, 1896
- C. plurilinearia Leech, 1897
- C. polygramma Hampson, 1907
- C. riguata

Kalkbandspanner (Hübner, 1813)
- C. shirniensis Ebert, 1965
- C. uniformata (Bellier, 1862)